# هوروسدلی
هوروسدلی (به چکی: Horosedly) یک منطقهٔ مسکونی در جمهوری چک است که در ناحیه پیسک واقع شده‌است. هوروسدلی ۵٫۷۷ کیلومتر مربع مساحت و ۱۱۳ نفر جمعیت دارد و ۴۲۷ متر بالاتر از سطح دریا واقع شده‌است.